# Andriivka, Pokrovske
Andriivka (în ucraineană Андріївка) este localitatea de reședință a comunei Andriivka din raionul Pokrovske, regiunea Dnipropetrovsk, Ucraina.

## Demografie
Componența lingvistică a localității Andriivka
     Ucraineană (96,81%)
     Rusă (3,05%)
Conform recensământului din 2001, majoritatea populației localității Andriivka era vorbitoare de ucraineană (96,81%), existând în minoritate și vorbitori de rusă (3,05%).